# Anna-Lisa Adelsköld
Anna-Lisa Anna Elisabeth Maria Adelsköld (gift Bruun), född 29 augusti 1904 i Öjared, död 22 juni 1991 i Siene, var en svensk friidrottare. Adelsköld var en pionjär inom damidrotten och en av Sveriges tidiga kvinnliga friidrottsstjärnor.

## Biografi
Adelsköld föddes på herrgården Öjared i Lerums kommun som andra barn till agronomen  Gustaf Fredrik Sebastian Adlerstierna-Adelsköld (1876–1936) och dennes maka Signe Elisabet Anrep (1877–1961).
Hon började sedan studera vid Gymnastiska centralinstitutet i Stockholm, och arbetade efter det som gymnastikdirektör och även som kyrkvärd vid sidan av sin idrottsaktivitet. Under sin aktiva tid tävlade hon för Floda IF.
Adelskölds största idrottsmeriter blev guldmedaljen (Sveriges enda) i spjutkastning vid de II:a Internationella Kvinnliga Idrottsspelen 1926 i Göteborg och titeln som första svenska dammästare i spjut vid det första  SM i friidrott för damer 1927 i Lidköping.
Vid idrottsspelen vann hon grentävlingen med 49,15 meter före engelskan Louise Fawcett på andra plats (45,41 m) och svenska Elsa Haglund på tredje (45,06 m). Vid Svenska mästerskapen vann hon grentävlingen med det svenska rekordet 34,93 meter.
År 1929 flyttade hon till Siene i Vårgårda kommun. Den 12 jun 1929 gifte hon sig med agronomen och godsägaren Öyvind Fritiof Bruun från Tubbetorp herrgård i Stora Lundby församling varefter hon drog sig tillbaka från tävlandet. Paret fick sex barn. Makarna Bruun är begravda på Siene kyrkogård.